# Famille de Fleckenstein
 (juillet 2018).
Si vous disposez d'ouvrages ou d'articles de référence ou si vous connaissez des sites web de qualité traitant du thème abordé ici, merci de compléter l'article en donnant les références utiles à sa vérifiabilité et en les liant à la section « Notes et références ».
Pour les articles homonymes, voir Fleckenstein (homonymie).
La famille de Fleckenstein était une famille noble alsacienne dont le nom provient du château de Fleckenstein dans les Vosges du nord.

## Famille et histoire
Le premier membre connu de la famille est Gottfried de Fleckenstein dont le nom apparaît dans une donation de 1129.
La première mention du titre de baron de Fleckenstein date du XIIe siècle[réf. nécessaire], lorsque l'Alsace était alors sous la domination des Hohenstaufen. À cette époque, les Fleckenstein assurent la garde du château pour le compte des Hohenstaufen et de son empereur, Frédéric Barberousse. Ce dernier titrera la famille pour les remercier de leurs loyauté et de leurs fidélité en leur offrant le château de Fleckenstein et le titre de seigneur de Fleckenstein[réf. nécessaire]. 
Henri Ier de Fleckenstein, fils de Wolfram de Fleckenstein, est à l'origine des principales branches et des rameaux suivants :
- les Fleckenstein-Dagstuhl (1333 - 1644)
- les Fleckenstein-Sulz (éteint en 1351)
- les Fleckenstein-Bickenbach (1351 - 1408)
- les Fleckenstein-Bickenbach-Rödern (1408 - 1637)
- les Fleckenstein-Bickenbach-Sulz (1408 - 1720)
- les Fleckenstein-Windeck (1636 - 1720), dernière lignée de la famille.

Le dernier héritier mâle, Friedrich Jakob (Frédéric-Jacques), s'est suicidé en 1710. Son père, Heinrich Jakob (Henri-Jacques), mort en 1720, a mis le domaine en ordre et un décret du roi de France a confirmé que la baronnie en tant que telle serait dissoute et les fiefs passés au roi comme hommage lige. Le roi inféodait ainsi le prince de Hercule-Mériadec de Rohan-Soubise ; un conflit d'héritage a surgi avec les maris des filles de Heinrich Jakob, qui se poursuivait encore en 1725.

## Personnalités importantes
- Gottfried von Fleckenstein (1133 - 1184), fondateur de la famille et premier baron de Fleckenstein
- Wolfram von Fleckenstein (1202 - 1249), maréchal de Haguenau
- Kunigunde (Cunégonde) von Fleckenstein (morte le 10 août 1353), abbesse de l'abbaye de Lambrecht dans le Palatinat.
- Johann (Jean) II. von Fleckenstein, évêque de Worms de 1410 à 1426
- Johann (Jean) IV. de Fleckenstein, évêque de Bâle de 1423 à 1436
- Georg II. von Fleckenstein-Dagstuhl (1588-1644), régent des comtés Hanau-Lichtenberg et Hanau-Münzenberg

## Armoiries
- Les armoiries des Fleckenstein blasonnent de sinople à trois fasces d'argent ; au cimier un buste de femme au naturel, vêtue, chevelée et couronnée d'or, les bras remplacés par des proboscides aux armes ; lambrequins de sinople et d'argent.
- Les barons de Fleckenstein-Dagstuhl portaient un blason écartelé, dans les champs 1 et 4 les armoiries de la famille Fleckenstein, dans les champs 2 et 3 en or une croix de Saint-André sable pour les Dagstuhl.
- Les armoiries des Fleckenstein-Windeck : dans l'écu écartelé, dans les champs 1 et 4 les armoiries des Fleckenstein, dans les champs 2 et 3 les armoiries des Windeck : taillé d'or et d'azur et au-dessus une croix d'argent.

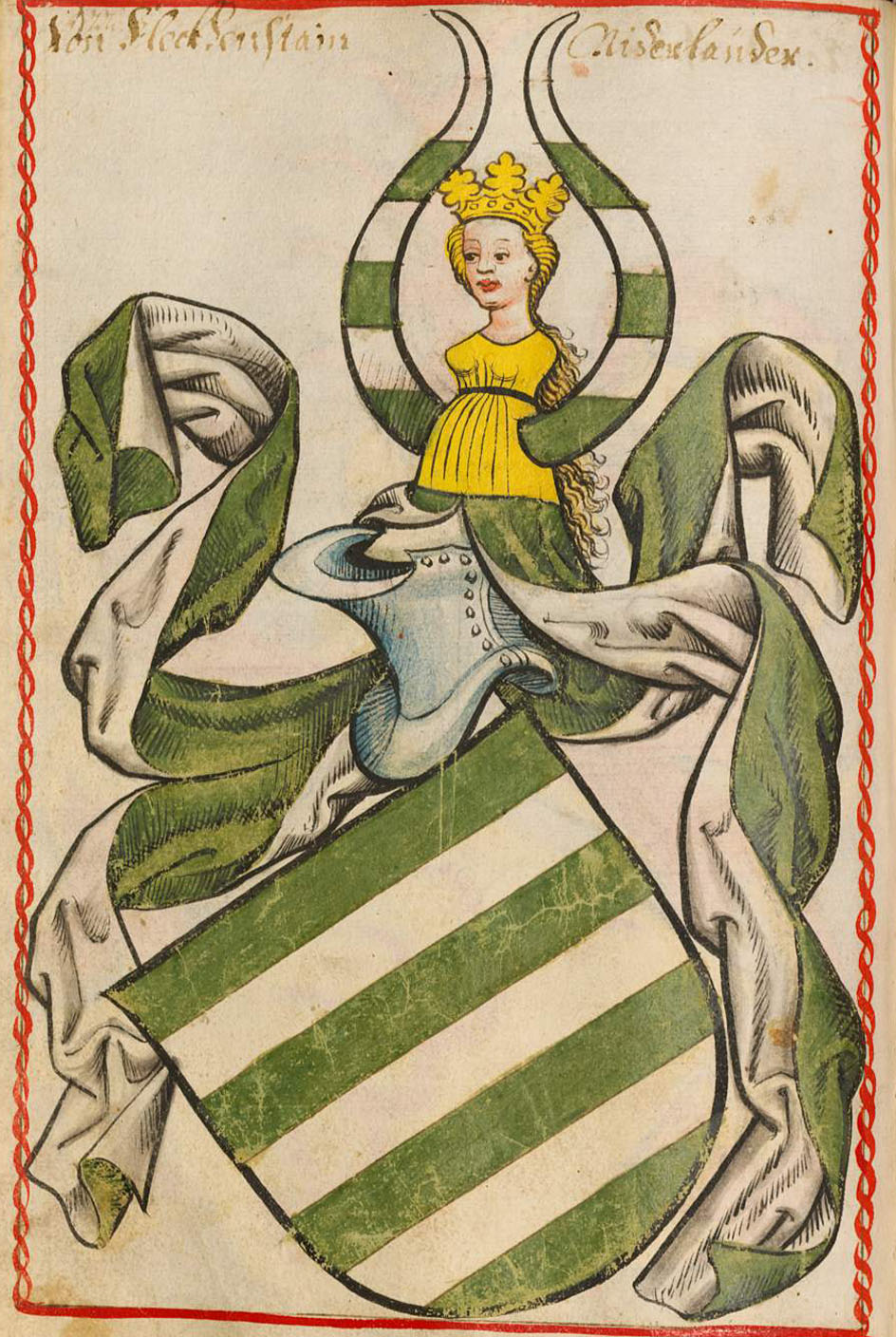
Fleckenstein
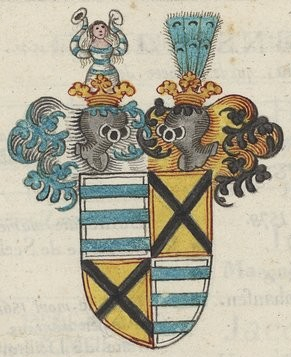
Fleckenstein-Dagstuhl

## Galerie

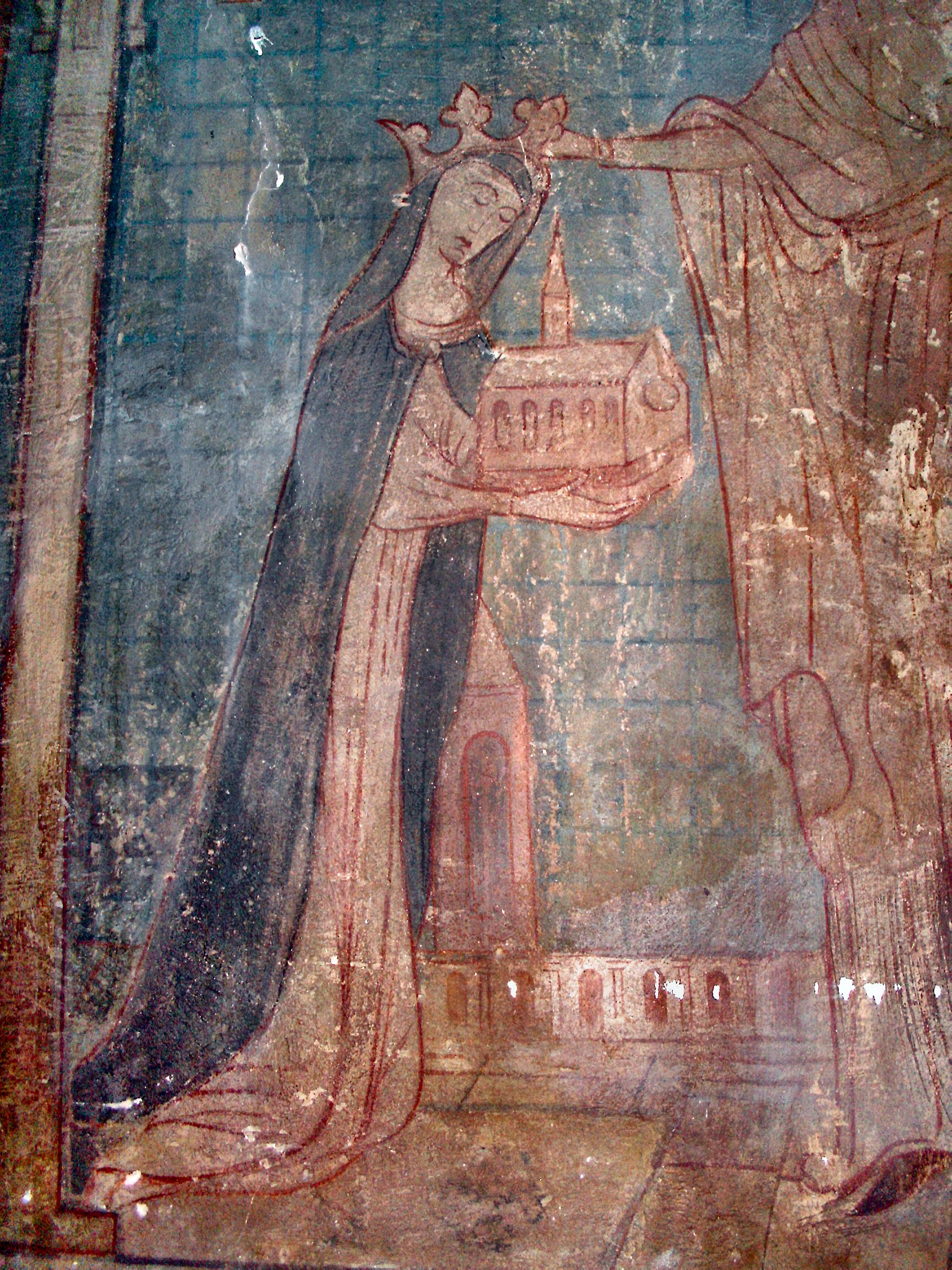
Kunigunde von Fleckenstein, peinture murale dans l'abbaye de Lambrecht
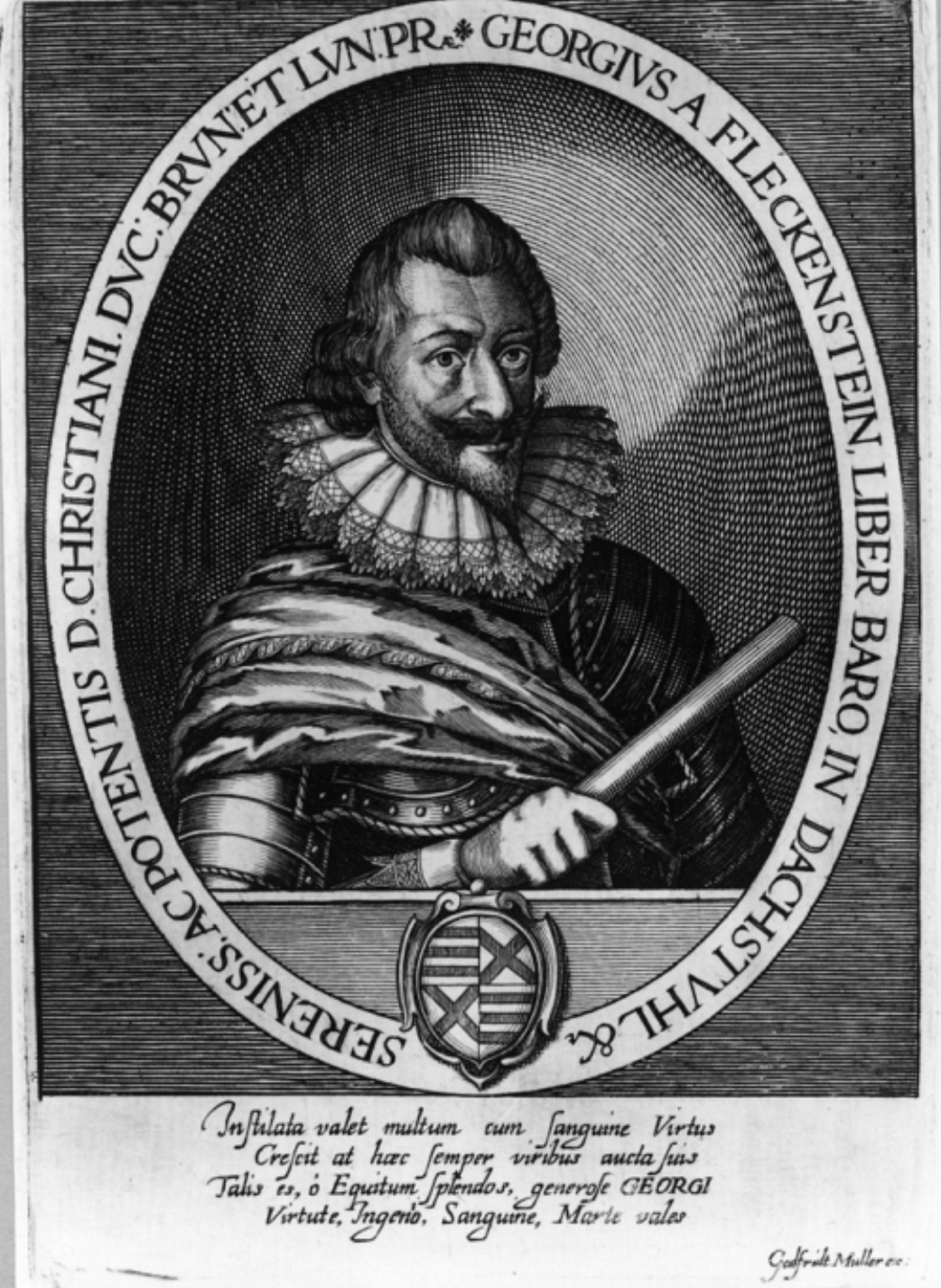
Georg II. von Fleckenstein-Dagstuhl
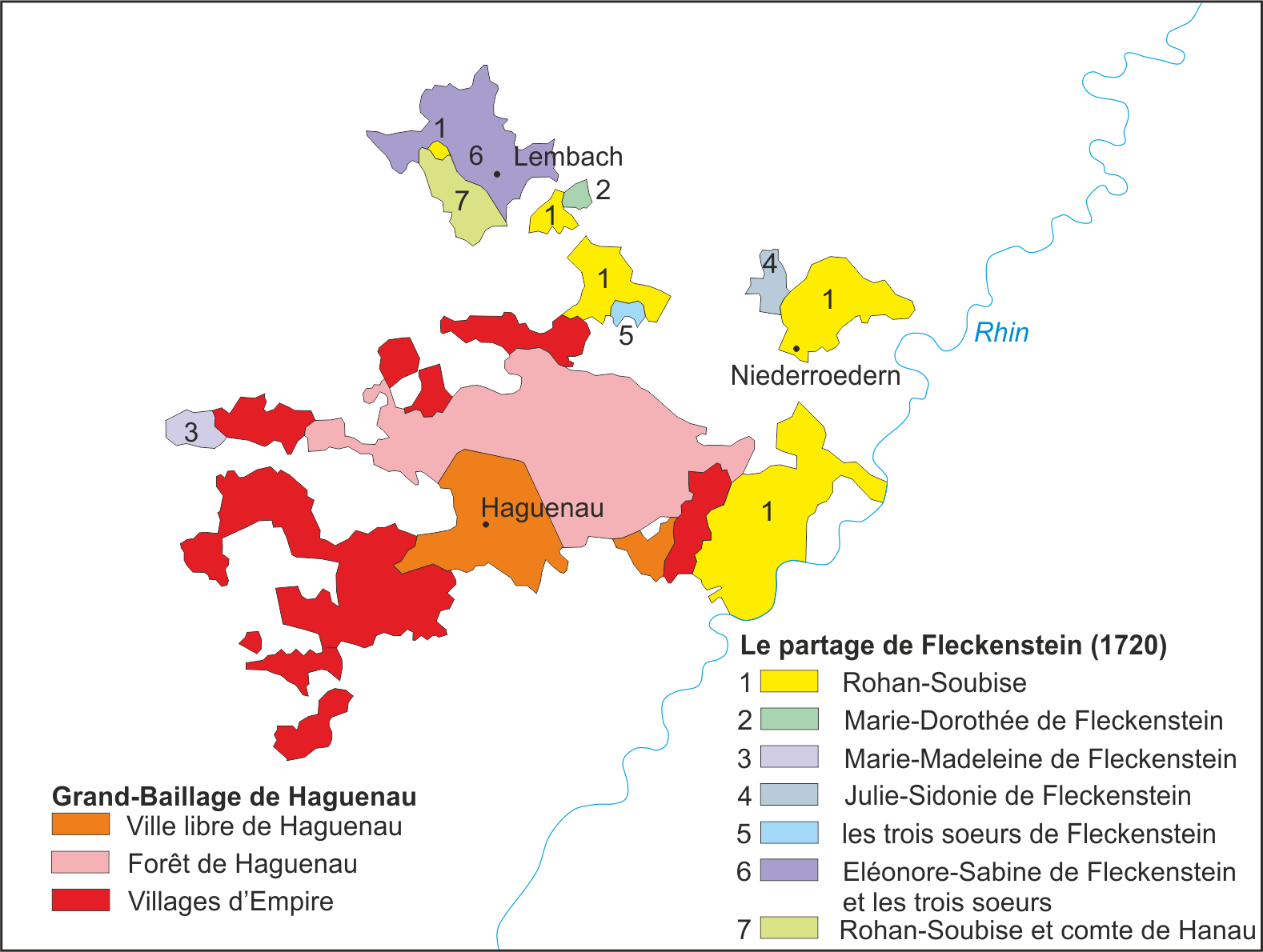
Le partage de la baronnie en 1720